# Heidi (anime)
Heidi, Girl of the Alps je dramska anime serija iz 1974. koju je producirao studio Zuiyo na temelju švicarskog dječjeg romana Heidine godine putovanja i učenja (njemački Heidis Lehr- und Wanderjahre) kojeg je 1880. napisala Johanna Spyri. Seriju je režirao Isao Takahata a na njoj su sudjelovali i Yoichi Kotabe (dizajn likova i redatelj animacije), Toyoo Ashida (dizajn likova i redatelj animacije), Yoshiyuki Tomino (storyboard) i Hayao Miyazaki (dizajn scena i plan pozicija).
2005., TV Asahi je objavio dvije liste "100 najboljih animiranih ostvarenja". Heidi se našla i na jednoj i na drugoj: na listi koja je sastavljena prema anketi provedenoj diljem nacije, našla se na visokom 11. mjestu a na listi sastavljenoj po online anketi Japanaca, završila je na 74. mjestu.
Radnja se odvija oko male djevojčice, Heidi, koju teta Dette odluči ostaviti da živi s djedom u Švicarske Alpama. Dette je naime našla novi posao u Frankfurtu, a Heidini roditelji su umrli prije nekoliko godina. Djed je na zlu glasu zbog navodne surovosti i usamljeničkog života u kolibi, gdje živi sa psom Josephom, ali Heidi vrlo brzo zauzme mjesto u njegovom srcu. Ona provodi tako ljeto na Alpama te upoznaje Petera, koji čuva koze. Drugi važan podzaplet dogodi se kada Dette nagovori Heidi da ode u Frankfurt i upozna Claru, bogaljnu kći bogatog poduzetnika, kako bi joj pružila društvo. Heidi joj postane prijateljica te je očara pričama o Alpama. Ipak, urbani život učini Heidi depresivnom, te se vraća nakon dugog nagovaranja natrag djedu u Alpama. Kada je Clara posjeti, ugodno je iznenadi priroda, a djeca joj pomognu i ona nakon nekog vremena prohoda.

## Vanjske poveznice
- Heidi (anime) na Internet Movie Databaseu
- Heidi (anime) na Anime News Network
- Heidi (anime) na MyAnimeList